# Качор Алеса Михайлівна
Алеса Михайлівна Качор (нар. 9 травня 1986, Мінськ) — білоруська акторка.

## Біографія
Народилася в 1986 році, 9 травня.
2003—2004 р. — ведуча молодіжної телепередачі 5 * 5 у прямому ефірі на білоруському національному телеканалі.
2004—2008 р. закінчила ВДІК, майстерня А. С. Ленькова.
З 2007 р. — Акторка Театру ім. К. С. Станіславського.
У 2008 році стала III Віце-Міс Москви.
Цитата Алеси: «Повнометражний фільм фестивальний, у мене там головна роль, він поки у виробництві, виходить у травні 2011р, називається» Акторка ", гол. роль: Лала. "

## Творчість

### Вокал
- 2010 — «Стану вітром» (муз. О. Шаумаров, сл. А. Байдо)

### Ролі в театрі
- «Євгеній Онєгін»
- «Ромео і Джульєтта»

### Фільмографія
- 1996 — Жарт — Ванда (головна роль)
- 2007 — Дочка генерала — Тетяна — Джульєтта
- 2007 — Попелюшка.ру — епізод, у титрах Аліса Катчер
- 2008 — УГРО. Прості хлопці 2 — циганка Альбіна
- 2008 — Серцеїдки — Марина
- 2008 — Життя, якого не було — Марина
- 2009 — Кармеліта. Циганська пристрасть — Ліла
- 2009 — Братани — Світла Ориш
- 2009 — Ранній світанок (Голоси риб) — стервозна серцеїдка
- 2010 — Білий налив — аспірантка Марина
- 2011 — Смак граната — Феріда, наложниця шейха Надира
- 2011 — Акторка — Лала (головна роль)
- 2011 — Тихий центр — Ольга
- 2013 — استرداد